# トリゴエユイ
トリゴエ ユイ（1984年 - ）は、大阪府池田市の出身、ペン画中心の細密画家である。その他色鉛筆や水彩、アクリルを使っての多彩なカラーと取り入れた作品も多数制作。
東京下北沢のアパレル雑貨ショップ「RIGOE」のデザイナーとして活動後、2014年11月に閉鎖。2017年、AtelierKarasu発足。ハンドメイド作家として活動中。

## 経歴
- 2003年　東京デザインフェスタギャラリー　グループ展
  - 阿佐ヶ谷美術専門学校　イメージクリエイション科進学
  - デザインフェスタ出展（東京）
  - グループ展「キネマノカケラ」展（横浜関内）
  - デザインフェスタギャラリー　グループ展（東京）
  - 「ポモナ」グループ展（千葉市川）
  - 「GRRAGE・B」新人展（東京経堂）
  - 「旧無寸草」グループ展（東京新中野）
- 2004年　デザインフェスタギャラリーグループ展
  - 「SPACEⅢ」グループ展（横浜石川町）
  - レストランバー「VERANDA」個展（東京西麻布）
  - 「ル・デコ」グループ展（東京渋谷）
  - 「現代ハイツ」個展（東京北沢）
  - 「シネマアートン」個展（東京下北沢）
  - 「無寸草」グループ展（東京下北沢）
- 2005年　「ericafe」個展（東京下北沢）
  - 全日本アートサロン絵画大賞展「写実部門」入選
  - 朝日生命ギャラリー（東京新宿センタービル51F）展示
  - 「トーキョーワンダーシード0号展」入選（作品は森美術館関係者入札）
  - 「プロモアルテ」グループ展（東京青山）
  - カフェバー「ZANC」展示（東京恵比寿）
  - カフェ「CIMOLO CAFE」常設展（横浜）
  - 「オレンジギャラリー」グループ展（東京池袋）
  - 「PLATFORMSTUDIO」二人展（東京銀座）
  - 「GEKI」個展（東京下北沢）
- 2006年　季刊誌　「ポトフ」　トリゴエユイ　掲載
  - ザ・スズナリ「シネマアートン」企画展（東京下北沢）
  - イベント「＋D」出展（東京渋谷）
  - カフェ・バー「ZANC」展示（東京恵比寿）
- 2007年　フリー情報誌　THE PERTH EXPRESS　掲載（オーストラリア パース）
  - フリーニュースペーパー　Vois掲載（オーストラリア パース）
  - フリーニュースペーパー　Gardian express　掲載（オーストラリア パース）
  - ノースブリッジ　「TAFE ART STUDIO」個展（オーストラリア パース）
  - 国際ぬりえシンポジウム　佳作入賞

- 2008年 
  - 「SPACEKIDS」個展（東京青山一丁目）
  - 講談社フェーマススクールズ　いろえんぴつイラストコンテスト準入選
  - かまぼこ板絵国際コンクール　入賞

- 2009年
  - マンハッタン第31回 「artexpo new york」展示（アメリカ・ニューヨーク）
  - 吉祥寺PARCOアートイベント 「torigoeyui limited shop」開催（東京吉祥寺）
  - アートフォラムあざみ野「GAMY展」展示（横浜あざみ野）
  - 西洋百貨店「トリゴエユイショップ」開店（東京下北沢）
  - 「LINEART2009」展示（ベルギーゲント）

- 2010年
  - 西洋百貨店「RIGOE」オープン（東京下北沢）
  - ライアーソフトより発売された「赫炎のインガノック - what a beautiful people -」の鞄デザイン担当